# In Spite of All the Danger
«In Spite of All the Danger» (с англ. — «Несмотря на все опасности») — одна из первых песен, записанных группой The Quarrymen (позднее прославившейся как «Битлз»), состоявшей в то время из Джона Леннона, Пола Маккартни, Джорджа Харрисона, пианиста Джона Лоу (John Lowe) и ударника Колина Хентона (Colin Hanton).
Авторство песни приписано Маккартни и Харрисону (единственный случай подобного рода). В то же время сам Маккартни утверждал, что авторство песни в основном принадлежало ему, тогда как Харрисон лишь исполнил гитарное соло. Как сам Маккартни, так и многие критики отмечали сходство между данной песней и стилем Элвиса Пресли (некоторые уточняли, что песней, ставшей источником вдохновения для Маккартни, была «Tryin’ to Get to You»).

## История песни
Данная песня (вместе с кавер-версией песни «That’ll Be the Day» авторства Бадди Холли, записанной в ту же сессию) стала первой студийной работой группы. Единственная известная более ранняя запись The Quarrymen — это запись живого концертного исполнения группы 6 июля 1957 года (в тот же день состоялось знакомство Леннона с Маккартни).
Запись «In Spite of All the Danger» была осуществлена в домашней студии Перси Филлипса (Phillips’ Sound Recording Services) в Ливерпуле; стоимость студийной работы составила 17 шиллингов и 3 пенса. По наиболее распространённой версии, запись состоялась 12 июля 1958 года, хотя в отношении даты нет полной уверенности. Участники группы пели «вживую» на один-единственный микрофон.
В записи участвовали:
- Джон Леннон — вокал, ритм-гитара
- Пол Маккартни — подголоски, ритм-гитара
- Джордж Харрисон — подголоски, соло-гитара
- Джон Лоу — фортепиано
- Колин Хентон — ударные

В целях экономии средств участники группы взяли у звукорежиссёра лишь один ацетилцеллюлозный диск, на каждой стороне которого помещалась одна песня (оригинальная магнитофонная запись была уничтожена); каждый из участников группы держал его у себя по одной неделе. В итоге диск оказался у Джона Лоу, который сберегал его 23 года и в 1981 году решил продать на аукционе. Маккартни, однако, выкупил диск у Лоу (сумма сделки остаётся неизвестной). С оригинального диска было сделано около 50 копий с несколько отредактированным звучанием, которые Маккартни раздал в качестве подарка друзьям и знакомым.
В 2004 году журнал Record Collector назвал оригинал данного диска самой ценной существующей записью, оценив её стоимость в 100 тысяч фунтов стерлингов. В 2011 году его стоимость оценивалась уже в 150 тысяч фунтов; в настоящее время диск по-прежнему принадлежит Маккартни, который, по всей видимости, не намерен его продавать.

## Выпуск и судьба песни
Песня была официально опубликована лишь в 1995 году на компиляционном альбоме Anthology 1. Версия, вошедшая в альбом, длится 2 минуты 44 секунды, что несколько короче звучания оригинальной версии (3:25).
Маккартни неоднократно исполнял эту песню на протяжении своего мирового концертного тура в 2005 году.
Процесс записи этой песни отражён в художественном биографическом фильме «Стать Джоном Ленноном».